# Metallidascillus yangi
Metallidascillus yangi is een keversoort uit de familie withaarkevers (Dascillidae). De wetenschappelijke naam van de soort is voor het eerst geldig gepubliceerd in 2004 door Satô, Li & Lee.